# Santa Clara, Santa Clara
Santa Clara är en ort i Mexiko.   Den ligger i kommunen Santa Clara och delstaten Durango, i den centrala delen av landet, 700 km nordväst om huvudstaden Mexico City. Santa Clara ligger 1 810 meter över havet och antalet invånare är 4 061.
Terrängen runt Santa Clara är platt åt sydväst, men åt nordost är den kuperad. Runt Santa Clara är det glesbefolkat, med 10 invånare per kvadratkilometer. Santa Clara är det största samhället i trakten. Omgivningarna runt Santa Clara är i huvudsak ett öppet busklandskap.